# Aldo Brovarone
Aldo Brovarone (Vigliano Biellese, 24 giugno 1926 – Torino, 12 ottobre 2020) è stato un designer italiano.

## Biografia

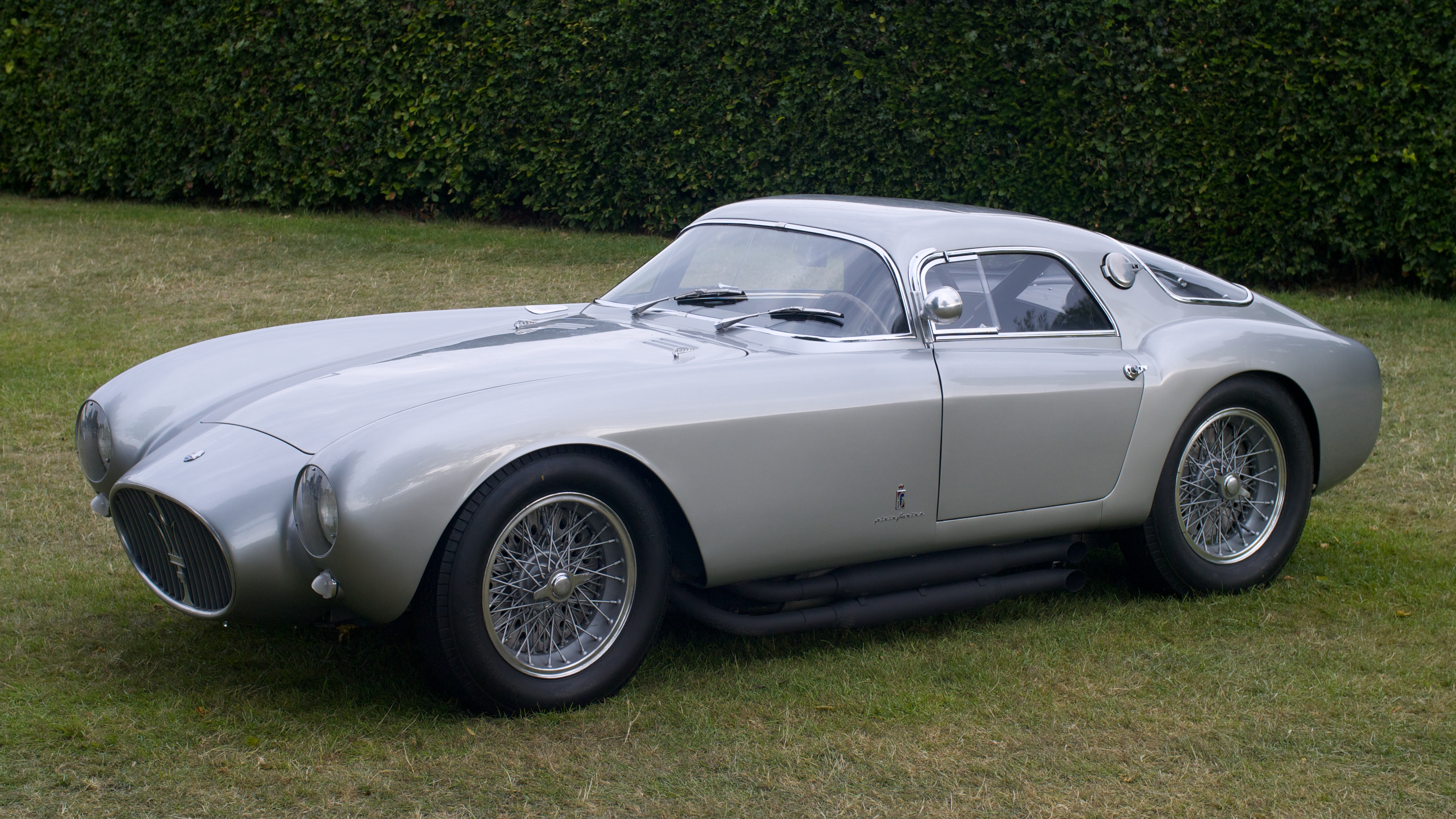
La Maserati A6GCS/53 Pinin Farina Berlinetta del 1953, progettata per la Cisitalia e poi realizzata su autotelaio Maserati

Nato nella zona dell'industria tessile biellese, venne avviato dalla famiglia verso studi tecnico-commerciali che non concluse a causa della guerra e della scarsa propensione personale a quel tipo di professione. Dopo il conflitto lavorò per qualche tempo come disegnatore in un'azienda di frigoriferi.
La sua passione era, però, l'automobile e riuscì a mostrare alcuni disegni a Piero Dusio, in procinto di partire per l'Argentina, ove aveva fondato la Autoar (Automotores Argentinos), prima casa automobilistica del paese latino. I progetti piacquero e Brovarone venne immediatamente assunto ed imbarcato per il Sudamerica.
Il primo incarico dell'aspirante designer - o, come era definito all'epoca, "figurinista" - fu quello di creare il dépliant pubblicitario della vettura Autoar prevista per il 1950, della quale neppure era stato imbastito il progetto. Le carrozzerie dei tre modelli Autoar, costruiti in quell'anno, vennero disegnate dallo stesso Brovarone, basandosi sul proprio bozzetto pubblicitario.

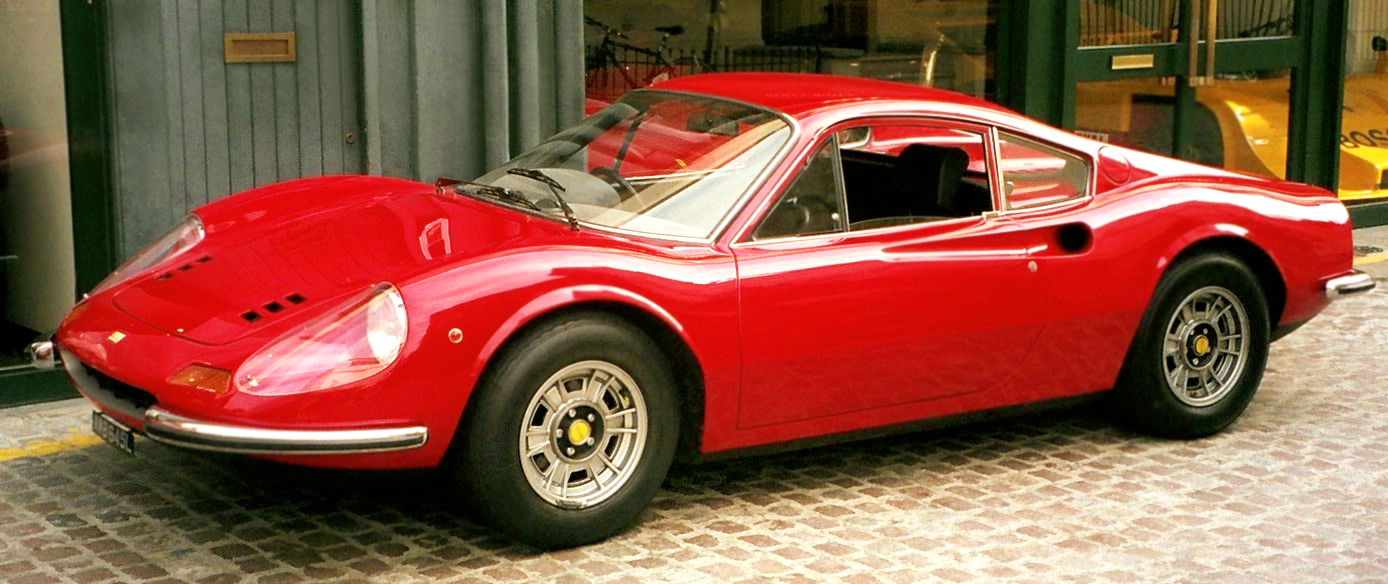
La Dino 246 GT, una delle opere più note di Brovarone

Nei primi mesi del 1953 venne richiamato in Italia da Dusio, come stilista della Cisitalia, ma l'azienda era ormai vicina al tracollo finanziario e chiuse i battenti nel novembre dello stesso anno. Nonostante la giovane età, i progetti di Brovarone avevano destato l'attenzione della Pininfarina, che lo accolse nel 1954 ed in cui svolse l'attività di disegnatore e capo dell'ufficio stile, dal 1974, fino al termine della carriera professionale.

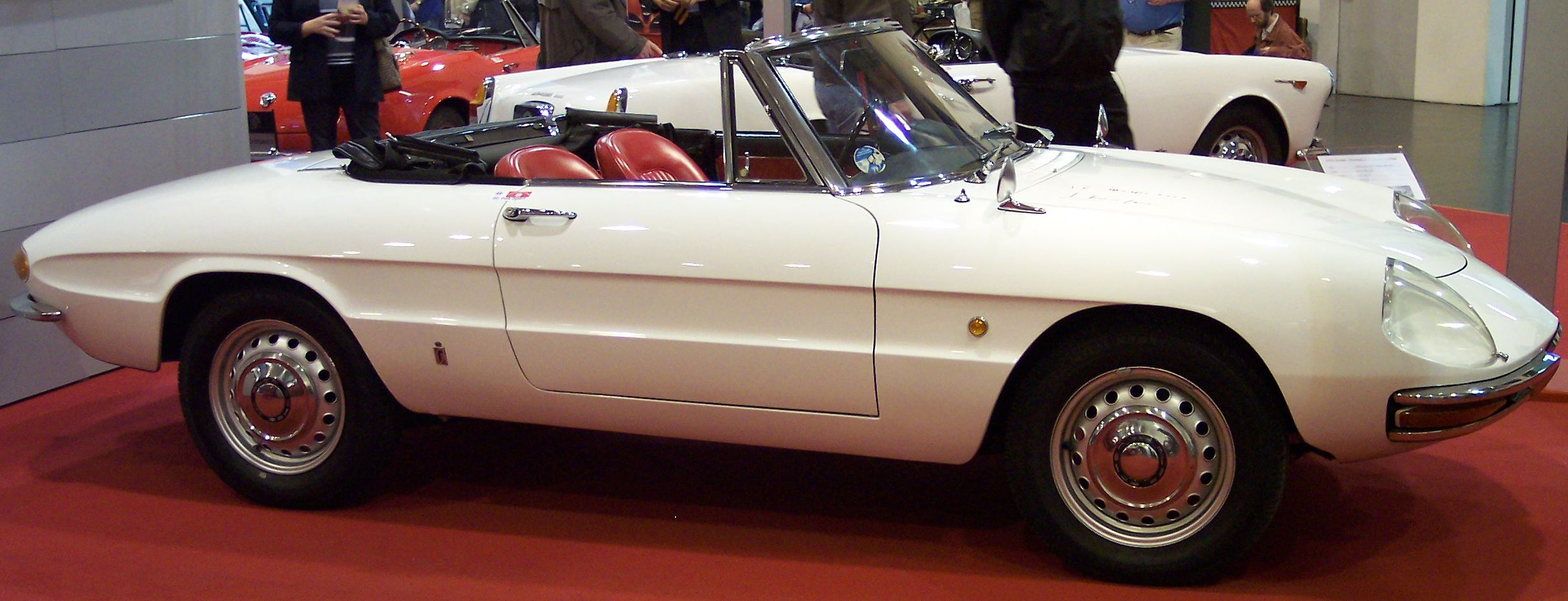
La "Duetto Osso di seppia" del 1966

Nei trentacinque anni alla Pininfarina, moltissimi furono i progetti firmati da Brovarone o ai quali collaborò, anche se viene ricordato soprattutto per aver creato la Dino 246 GT/GTS, considerata una delle più eleganti automobili di tutti i tempi. Celeberrimo anche il modello "Duetto" Alfa Romeo, eseguito con Franco Martinengo e Battista Farina, rimasto in produzione per quasi un trentennio.
Nel 1998 fu ancora Brovarone a curare, per puro divertimento, prima il design della Fiat Dedica, poi della Stola Abarth Monotipo 98 e della S82 per conto della ditta Stola Group.
L'amicizia con Alfredo Stola, dopo la nascita di Studiotorino, gli permise nel 2005 di esprimersi con due rivisitazioni di vetture Porsche quali Ruf RK Spyder e la sua versione coupé.

## Principali progetti
- Maserati A6GCS/53 (1953)

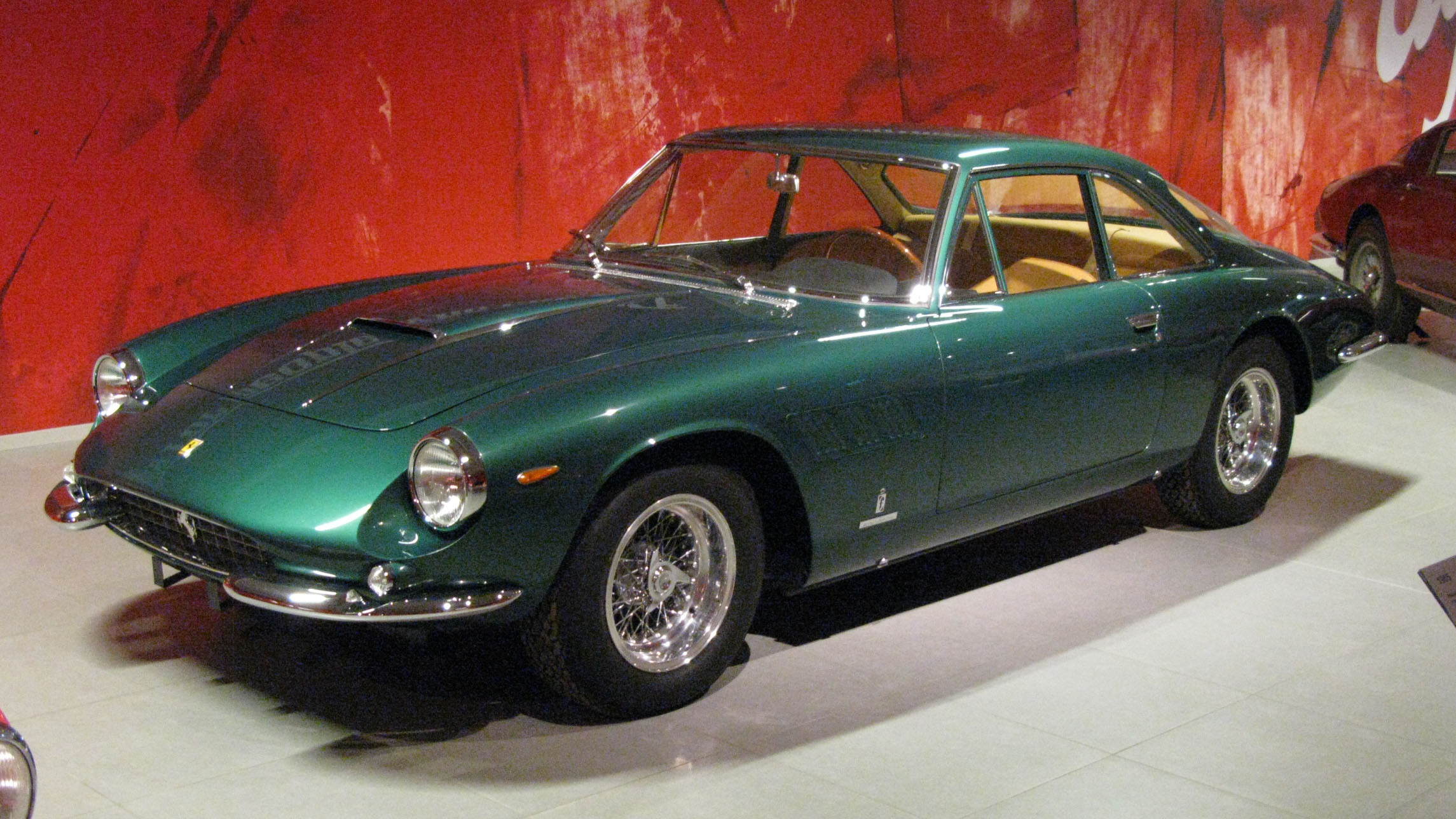
Ferrari 500 Superfast

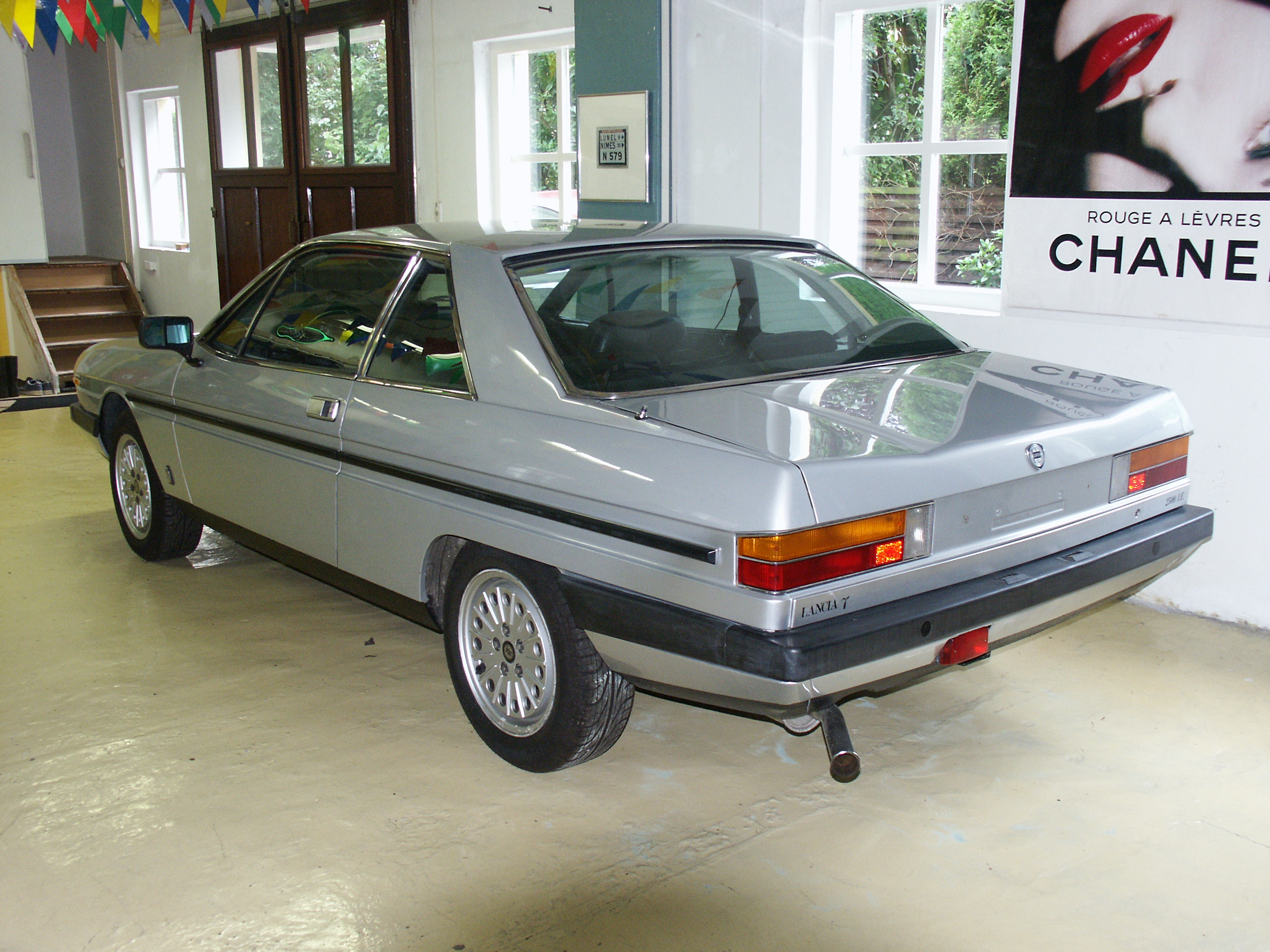
Lancia Gamma Coupé

- Alfa Romeo Giulia Pininfarina Sport tubolare (1965)
- Alfa Romeo "Duetto" (1966)
- Alfa Romeo Eagle (1975)
- AutoAr PWO (1949)
- Cisitalia Tipo 33 Volo Radente Coupé (1953)
- Cisitalia Tipo 33 Volo Radente Spider (1953)
- Ferrari 365 P (1965)
- Ferrari 375 America Coupé Speciale (1954)
- Ferrari Superfast II (1960)
- Dino 166 P (1965)
- Dino 206 GT (1967)
- Dino 246 GT (1969)
- Dino 246 GTS (1972)
- Ferrari F40 (1987)
- Lancia Gamma Coupé (1976)
- Peugeot 504, berlina (1968)
- Ruf RK Spyder (2005)
- Ruf RK Coupé (2006)
- Stola Fiat Dedica (1996)
- Stola Abarth Monotipo 98 (1998)
- Stola S82 (2001)